# 생초중학교
생초중학교(生草中學校)는 경상남도 산청군 생초면 어서리에 있었던 공립 중학교이다.

## 학교 연혁
- 1951년 3월 1일: 생초고등공민학교 인가
- 1953년 5월 23일: 생초중학교 인가 개교
- 1974년 1월 5일: 생초고등학교 6학급 설립인가
- 2008년 3월 1일: 생초중·고등학교로 통합
- 2015년 9월 1일: 최현옥 교장 부임(중학교 제23대)
- 2017년 2월 10일: 중학교 제64회 졸업식(11명) 졸업생 총 6,741명
- 2017년 3월 2일: 중학교 신입생 14명(남 14명) 입학
- 2018년 2월 28일: 폐교 및 산청중학교로 통합[1], 65년만에 폐업

## 참고 자료
- 생초중학교 - 한국교육학술정보원 학교알리미